# 聖克萊門特 (密蘇里州)
聖克萊門特（英語：Saint Clement）是位於美國密蘇里州派克縣的普查規定居民點。

## 歷史
聖克萊門特的郵局於1870年設立，其後於1882年停運。

## 人口
根據2020年美國人口普查的數據，聖克萊門特的面積為0.72平方千米，皆為陸地。當地共有人口76人，而人口密度為每平方千米105.56人。